# Peter Fleischmann (Historiker)
Peter Fleischmann (* 1955 in Nürnberg) ist ein deutscher Historiker und Hochschullehrer.
Nach dem Studium der Geschichte, Germanistik und Sozialwissenschaften an der Universität Erlangen-Nürnberg und der Staatsprüfung für das Lehramt an Höheren Schulen war er von 1982 bis 1984 wissenschaftlicher Assistent am Institut für Geschichte der Universität Erlangen-Nürnberg. 1985 erfolgte die Promotion. Von 1984 bis 1987 absolvierte er die Ausbildung für den höheren Archivdienst in München. Von 1987 bis 2000 arbeitete er am Staatsarchiv Nürnberg, von 2000 bis 2010 war er Leiter des Staatsarchivs Augsburg, von 2010 bis 2012 Leiter des Staatsarchivs München. Von 2012 bis zu seiner Pensionierung 2021 war er Leiter des Staatsarchivs Nürnberg. Bekannt wurde er durch sein Buch Hitler als Häftling.
Im Jahr 2007 habilitierte er sich an der Universität Augsburg mit einer Arbeit über Rat und Patriziat in Nürnberg. Die Herrschaft der Ratsgeschlechter vom 13. bis zum 18. Jahrhundert. Seit 2006 hat er Lehraufträge an der Universität Augsburg, der Bayerischen Archivschule München und der Fachhochschule für öffentliche Verwaltung und Rechtspflege in Bayern, FB Archiv- und Bibliothekswesen, München. 2015 bestellte ihn die Universität Erlangen-Nürnberg zum außerplanmäßigen Professor.

## Schriften
Als Bearbeiter:
- Hitler als Häftling in Landsberg am Lech 1923/24. Der Gefangenen-Personalakt Hitler nebst weiteren Quellen aus der Schutzhaft-, Untersuchungshaft- und Festungshaftanstalt Landsberg am Lech, Verlag Ph.C.W. Schmidt, Neustadt an der Aisch 2018.
- Festungshaft Adolf Hitlers in Landsberg, 1923/24 In: „Historisches Lexikon Bayerns“ 17. Juni 2016, abgerufen am 29. Juli 2021.